# Bottenstock
Bottenstockar är i båtar och träfartyg tvärgående balkar – vanligast av eke – som binder samman spant, köl och sidor i botten. Köl och bottenstockar är en del av båtens ryggrad eller stam. Närmast kölen har bottenstockarna urtag (våghål) så att vatten kan rinna fritt till lämplig plats för länspumpen. 
På metallfartyg är bottenstocken den plåt som i fartygens botten förstärker ett spant och förbinder det med kölsvinet. På fartyg med innerbotten utgörs bottenstocken vanligen av med lättningshål försedda vertikala plåtar som förbinder bordläggning och innerbotten, kölsvin, bottenvägare och marginalplåt. På fartyg med öppen bottenstock byggs vanligen består dessa av flänsade plåtbrickor eller vid bottenväggarna fästa plåtbrickor av u-järns eller bulbvinkelsprofil.